# Natokinază

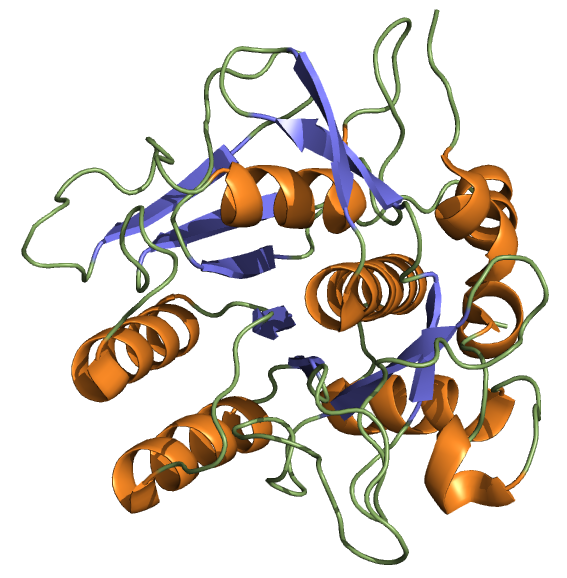
Structura cristalină de natokinază a Bacillus subtilis natto. PPB 4dww

Natokinaza este o enzimă (EC 3.4.21.62) extrasă și purificată dintr-o mâncare Japoneză numită nattō. Nattō este făcut din boabe de soia fermentate și se mănâncă în Japonia de aproximativ o mie de ani. Nattō este produs de fermentație prin adăugarea bacteriei Bacillus natto la boabele de soia fierte. Natokinaza este produsă de bacteria care acționează asupra boabelor de soia. În timp ce alte alimente din soia conțin enzime, doar preparatul nattō conține această enzimă.
În ciuda numelui său, natokinaza nu este o kinază (enzimă) ci este o serin-protează din familia subtilizină. Acesta prezintă o puternică activitate fibrinolitică. Natokinaza pot fi acum produsă prin mijloace de recombinare sau culturi în masă, în loc să fie extrasă din Nattō.
Există trei producatori bine cunoscuți în întreaga lume, inclusiv Contek Life Science Co., Ltd, Daiwa Pharmaceutical Co., Ltd și Asociația Japoneză pentru Natokinază organizată de Japan Bio Science Laboratory Co., Ltd.

## A se vedea, de asemenea,
- Protează

## Link-uri externe
- Asociația Japoneză De Cercetare a Alimentelor Funcționale